# Piqued Jacks
A Piqued Jacks olasz rockegyüttes 2006-ban alakult Buggianóban. Ők képviselték San Marinót a 2023-as Eurovíziós Dalfesztiválon, Liverpoolban, a Like an Animal című dallal.

## Történet
2010-ben és 2011-ben adta ki a Piqued Jacks az első két EP-jét, majd 2012-ben a Los Angeles-i producerrel, Brian Lanesével dolgoztak együtt a harmadikon, a Just a Machine-en, amely 2013 januárjában jelent meg. 2014 márciusában Matt Noveskey-vel dolgoztak együtt az Upturned Perspectives' és a No Bazooka kislemezeken. 2015-ben jelent meg első stúdióalbumuk, a Climb Like Ivy Does, 2016-ban pedig az akusztikus változat is megjelent Aerial Roots címmel. 
2016-ban ThEd0g dobost Damiano Beritelli váltotta a bandában, akit viszont 2017-ben HolyHargot-ra cseréltek le. 2018 júniusában megjelent a Wildly Shine című kislemez, amelyet [ichael Beinhorn készített elő. Négy hónappal később megjelent a második stúdióalbumuk a The Living Past, amelyet Dan Wellerrel együtt készítettek el. 2019 áprilisában a Penguinsane gitárost Majic-o váltotta fel, és szintén ebben az évben a Piqued Jacks nyerte el a rock kategória legjobb díját a Sanremo Rockon.
2020 májusában a Piqued Jacks tagja lett az MTV New Generation-nek. 2020 szeptemberében jelent meg a Safety Distance című kislemezük, mely egyben az első munka volt Brett Shaw-val. 2021 márciusában kiadták a harmadik stúdióalbumukat, a Synchronizert, melynek producere Julian Emery, Brett Shaw és Dan Weller voltak.
2023-ban részt vettek az Una voce per San Marino elnevezésű eurovíziós nemzeti döntőben, amit Like an Animal című dalukkal megnyertek, így ők képviselhetik San Marinót az Eurovíziós Dalfesztiválon.
Versenydalukat a május 11-én megrendezett második elődöntőben adták elő, ahonnan nem jutottak tovább a döntőbe.

## Tagok
- E-King
- Majic-o
- littleladle
- HolyHargot

## Diszkográfia

### Albumok
- 2015 – Climb like Ivy Does
- 2016 – Aerial Roots
- 2018 – The Living Past
- 2021 – Synchronizer

### Középlemezek
- 2008 – Tight-Mess
- 2010 – Momo the Monkey
- 2011 – Brotherhoods
- 2013 – Just a Machine

### Kislemezek
- 2013 –  My Kite
- 2013 –  Youphoric?!
- 2013 –  Amusement Park
- 2014 –  Upturned Perspectives'
- 2014 – No Bazooka
- 2015 – Romantic Soldier
- 2016 – Shyest Kindred Spirit (Acoustic)
- 2018 – Eternal Ride of a Heartful Mind
- 2018 – Loner vs Lover
- 2018 – Wildly Shine
- 2020 – Safety Distance
- 2020 – Every Day Special
- 2020 – Golden Mine
- 2021 – Elephant
- 2021 – Mysterious Equations
- 2021 – Fire Brigade
- 2022 – Everything South
- 2022 – Particles
- 2022 – Sunflower
- 2023 – Like an Animal